# Neoramularia eurotiae
Neoramularia eurotiae är en svampart som först beskrevs av Gamalizk., och fick sitt nu gällande namn av U. Braun 1991. Neoramularia eurotiae ingår i släktet Neoramularia, divisionen sporsäcksvampar och riket svampar.   Inga underarter finns listade i Catalogue of Life.